# Conseil juif d'Amsterdam
Le conseil juif pour Amsterdam (en néerlandais : Joodsche Raad voor Amsterdam) était un corps administratif établi par les forces occupation allemandes aux Pays-Bas pendant la Seconde Guerre mondiale, à Amsterdam. Le Conseil a fonctionné entre février 1941 et septembre 1943. Tout au long de son existence, le Judenrat d'Amsterdam a été dirigé conjointement par Abraham Asscher et David Cohen. Par obligation, le Judenrat était un partenaire de coopération et un interlocuteur central pour l'Office central pour l'émigration juive à Amsterdam.
De tels conseils juifs (en allemand : Judenrat) ont été établis dans tous les territoires occupés par l'Allemagne nazie.

## Création du conseil
Hans Böhmcker, chargé de mission du Reich allemand pour la ville d'Amsterdam, convoque des représentants des communautés juives séfarade et ashkénaze afin de créer immédiatement un Conseil représentatif des Juifs d'Amsterdam  (Commissie van Vertegenwoording voor de Amsterdam Jodse), composé de vingt membres. Abraham Asscher accepte d'en prendre la présidence et nomme David Cohen co-président. Le soir-même, Abraham Asscher téléphone à différents notables de la communauté juive pour créer le comité, qui entre en fonction dès le lendemain. Il recrute également deux personnes censées représenter la classe ouvrière juive : un dénommé Quiros, boucher ainsi qu'I. Voet, ancien président de l'Union générale des ouvriers du diamant néerlandais. Les deux ne restent cependant en place que quelques semaines.
Il est possible que Böhmcker ait envisagé que ce conseil fonctionnerait comme le conseil juif d'un futur ghetto d'Amsterdam, à l'instar des conseils juifs mis en place par l'occupant allemand à l'Est. Au moment de la création du Conseil juif d'Amsterdam, la communauté juive s'est en effet déjà dotée d'un conseil représentatif au niveau national, la Commission juive de coordination (Joodsche Coördinatie Commissie, JCC). Cette commission a été créée par des dirigeants sionistes dès le début de l'occupation allemande et  a été reconnue par les autorités néerlandaises en décembre 1940. Bien que le mouvement sioniste soit très minoritaire aux Pays-Bas, la Commission juive de coordination est également reconnue par les communautés religieuses et comprend des membres de différents horizons religieux et politiques. Elle est dirigée par Lodewijk Visser, ancien président de la Cour suprême. Certains membres du Conseil juif d'Amsterdam - dont David Cohen - sont également membres de la Commission juive de coordination.
Il existe un rapport sur la première réunion du Conseil juif du 13 février 1941, qui s'est tenue dans l'usine Asscher. Il ressort de ce rapport que ni le nom ni la mission du Conseil juif n'étaient clairs. Les personnes présentes pensaient qu'elles auraient principalement une tâche exécutive et de communication. Ils ne voulaient pas être responsables des ordres qu'ils devaient transmettre et pensaient pouvoir refuser les ordres déshonorants adressés aux Juifs.
Comme premier devoir, le conseil devait demander à tous les Juifs de remettre immédiatement les armes de toutes sortes.

## Fonction
Les membres du conseil juif pour Amsterdam ont été contraints de participer à la persécution et à la répression des Juifs néerlandais et des réfugiés juifs étrangers (principalement en provenance d'Allemagne). Après la guerre, cela leur a valu le reproche d'avoir été un outil de collaboration.
Les forces d'occupations ont également mis en place des conseils juifs dans d'autres régions des Pays-Bas. . Le Conseil juif d'Amsterdam a revêtu une importance particulière en raison de la forte proportion d'Amsterdam dans la population juive des Pays-Bas.
Tout au long de son existence, le Conseil juif d'Amsterdam tente, par des exemptions, de sauver le plus grand nombre possible de compatriotes juifs de la déportation et donc de la Shoah, mais malheureusement sans succès.
Le 26  juin 1942, le chef du bureau central de l'émigration juive à Amsterdam exige le soutien du Conseil en vue d' une « affectation de travail en Allemagne » ; le Conseil avait pour tâche d'organiser les documents de transport et les déclarations de patrimoine des personnes concernées. Ses deux présidents ne l'acceptèrent qu'avec hésitation et avec de sérieuses réserves. Les promesses qui leur avaient été faites n'ont pas été tenues.

### Het Joodse Weekblad

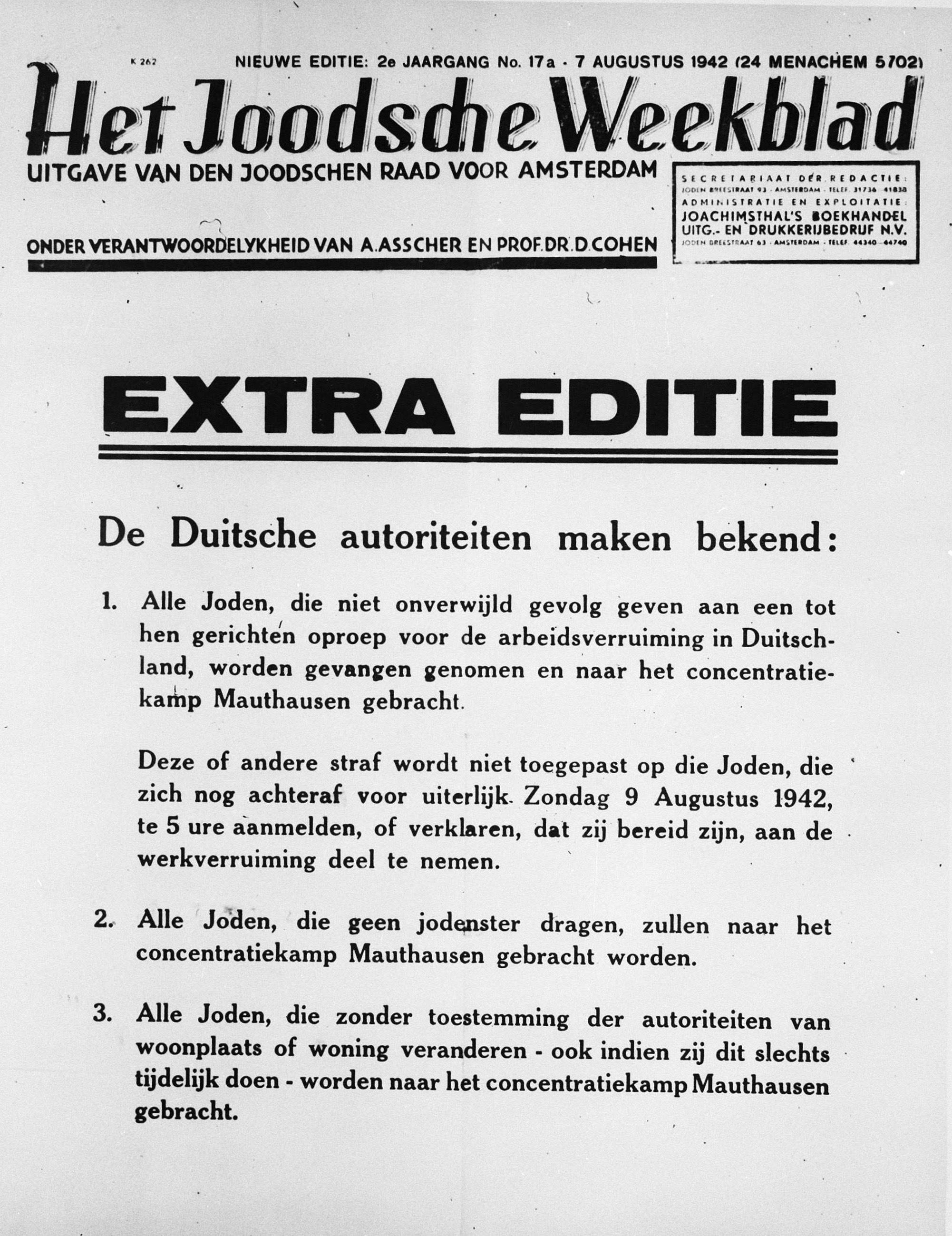
Het Joodsche Weekblad, édition spéciale du 7 août 1942

Avant-guerre, la communauté juive hollandaise disposait de plusieurs titres de presse : Het Nieuw Israëlitisch Weekblad, Achawa et De Joodse Wachter. Dès septembre 1940, les autorités allemandes d'occupation interdisent de publication de ces titres, de même que le journal De Vrijzinnig-Democraat, soupçonné d'être une publication juive. A leur place, les forces d'occupation enjoignent le Conseil juif d'Amsterdam de publier une feuille d'information hebdomadaire, Het Joodse Weekblad. Cet hebdomadaire paraît chaque vendredi, du 11 avril 1941 au 28 septembre 1943. Il sert aux autorités allemandes de courroie de transmission pour informer la population juive des différentes mesures antisémites prises à leur égard. Durant toute son existence, le journal enjoint son lectorat d'obéir aux injonctions des forces d'occupation. Outre cette fonction d'annonce des mesures de persécution, l'essentiel du contenu du journal est composé de textes pieux et de textes sionistes rédigés par Herzberg alors même qu'il n'existe aucune possibilité concrète d'émigrer en Palestine.
Son rédacteur en chef est le journaliste Jacques de Leon, choisi par les autorités allemandes. Au départ, son comité de rédaction est en outre composé du rabbin I. Vredenburg (articles homilétiques), M. A.J. Herzberg (culture juive), S. Pinkhof et H. Heymans (nouvelles du pays), J. de Leon (nouvelles de la ville).  Plus tard, Herzberg démisionne du comité de rédaction. Avant publication, chaque article est relu par les présidents du Conseil juif, à savoir Abraham Asscher et David Cohen.    
C'est uniquement par la lecture de cet hebdomadaire que la population néerlandaise peut s'informer de l'ensemble des mesures prises contre les Juifs. Il arrive que la presse néerlandaise publie certaines de ces informations, parfois même avant le Het Joodse Weekblad, qui les reprend ensuite. Cependant, seule la lecture de Het Joodse Weekblad permet alors de se faire une vue d'ensemble des mesures antisémites mises en place, ce qui correspond à une volonté délibérée des forces d'occupation de maintenir la presse "aryenne" à l'écart des persécutions subies par les Juifs.

## Dissolution
Les présidents Asscher et Cohen, ainsi que d'autres membres du Conseil sont déportés au  camp de transit de Westerbork, un camp de concentration (officiellement camp de transit juif de la police), puis de là au camp de concentration de Bergen-Belsen ou au ghetto de Theresienstadt.

## Résistance ou collaboration
Dès sa création, l'existence même du Conseil juif d'Amsterdam est un sujet de controverse et de dissensions au sein de la communauté juive. Lodewijk Visser, à la tête du Joodse Coördinatie Commissie, se prononce contre la voie suivie par le Conseil. Dans une lettre qu'il envoie à David Cohen le 18 novembre 1941, il défend le point de vue qu'«en tant que Hollandais et de Juifs, leur obligation est de tout faire pour empêcher [les occupants] d'atteindre leur objectif ». Isaac Kish démissionne du Conseil dès septembre 1941 en raison de ses désaccords avec la politique suive ; dans sa lettre de démission, il indique ne pas savoir «quelle nouvelle forme de persécution contre les Juifs » est prévue derrière la «terrifiante» injonction à l'émigration. 
En juillet et août 1942, Jacob Van Amerongen, alors à la tête d'une organisation sioniste de jeunesse, rencontre Abraham Asscher et lui fait part de son vif désaccord quant au fait que le Conseil ait accepté de dresser des listes de jeunes hommes réfugiés à déporter. Il lui enjoint d'entrer dans la clandestinité. Se remémorant ses événements lors d'une interview en 1974, Jacob Van Amerongen déclare que jusqu'en 1943, le Conseil juif s'est forgé une «sorte d'idéologie selon laquelle leur tâche était de garder en vie les éléments précieux de la communauté juive de manière qu'après la guerre, la communauté juive soit en mesure d'être reconstruite».

## Membres
- J. Arons (médecin)
- Abraham Asscher
- N. de Beneditty (juge, révoqué par les Allemands)
- Arnold van den Bergh (notaire public)
- Max Brahn (représentant les Juifs étrangers)
- David Cohen
- AB Gomperts (avocat)
- I. de Haan
- A. de Hoop
- ML Kan (Président du Nederlandse Zionisten Bond )
- Isaac Kisch (professeur d'université)
- A. Krouwel
- SJ van Lier (municipalité d'Amsterdam)
- AJ Mendes da Costa
- Judah Lion Palache (président de la communauté israélite portugaise et professeur à l'Université d'Amsterdam)
- MI Prins
- Lodewijk Hartog Sarlouis (Grand-Rabbin de la Synagogue centrale israélite néerlandaise d'Amsterdam)
- DM Sluys
- A. Soep (négociant en diamants)
- I. Voet (ancien président de l'Union générale des ouvriers du diamant néerlandais)
- IHJ Vos (ancien membre du  Conseil municipal d'Amsterdam)